# 濟阿馬曼蘇里耶區

36°40′25″N 5°28′52″E / 36.6737°N 5.4811°E
濟阿馬曼蘇里耶區（阿拉伯语：‎），是阿爾及利亞的行政區，位於該國東北部，由吉傑勒省負責管轄，首府設於濟阿馬曼蘇里耶，面積246平方公里，1998年人口为16,033人，人口密度每平方公里65人。